# アンドリュー・ヒル
アンドリュー・ヒル（Andrew Hill、1931年6月30日 - 2007年4月20日）は、アメリカのジャズ・ピアニスト、作曲家。ブルーノート・レコードにおいて10年近く録音を行い、12枚のアルバムを制作していた。
ジャズ評論家のジョン・フォーダムは、ヒルを「ユニークな才能のある作曲家、ピアニスト、教育者」だが、「彼のキャリアのほとんどの間、彼の地位は主にジャズの世界の知識の中に残っていました」と表現した。

## 生い立ち
アンドリュー・ヒルは、イリノイ州シカゴにて、ウィリアム・ヒルとハティ・ヒルの間に生まれた（多くの初期のジャズ解説書で報告されているハイチのポルトープランス生まれではなく、また1937年の生まれでもない）。兄のロバートは歌手でありクラシック・ヴァイオリン奏者だった。13歳のときにピアノを始め、アール・ハインズに演奏を促された。子供の頃、彼はシカゴ大学実験学校に通った。ジャズ作曲家のビル・ルッソからパウル・ヒンデミットを紹介され、1952年まで非公式に師事した。
10代の頃は、リズム・アンド・ブルース・バンドや、チャーリー・パーカー、マイルス・デイヴィスなどのジャズ・ミュージシャンのツアーに参加し、演奏していた。1964年のレナード・フェザーとのインタビューで、ヒルは若かりし頃の経験をいくつか語っている。「私はボーイ・ソプラノとして音楽を始め、歌とアコーディオンを演奏し、タップダンスを踊った。1943年から1947年まで、街で開催されるタレント・ショーに出演していたんだ。リーガル・シアターで行われた2回の感謝祭パーティーで七面鳥を勝ち取ったよ」。パーティーは、偶然にもヒルが路上で売っていた新聞「シカゴ・ディフェンダー」が主催していたものだった。

## 略歴
1950年、ヒルはサックス奏者のパット・パトリックから初めてピアノによるブルース形式を学び、1953年にはポール・ウィリアムズのバンドでミュージシャンとして初めてプロとしての仕事をすることになる。「当時はね」と彼は回想し、「ピアノだけでなくバリトンサックスも演奏していたんだ」と語っている。その後の数年間に、ピアノのライブで多くのミュージシャンと接触し、その中には影響を受けたミュージシャンもいた。ジョー・シーガルやバリー・ハリスなどである。1961年、ダイナ・ワシントンの伴奏者としてツアーを行った後、1961年、若かりしピアニストはニューヨークに落ち着き、ジョニー・ハートマンやアル・ヒブラーのもとで働き、その後、ロサンゼルス郡に一時的に移り、ローランド・カークのカルテットとハモサビーチのジャズ・クラブ、ライトハウス・カフェで働くようになった。
ヒルは1954年に初めてサイドマンとして録音を行い、1963年から1970年にかけてブルーノートにリーダーとして録音し、ジョー・チェンバース、リチャード・デイヴィス、エリック・ドルフィー、ボビー・ハッチャーソン、ジョー・ヘンダーソン、フレディ・ハバード、エルヴィン・ジョーンズ、ウディ・ショウ、トニー・ウィリアムス、ジョン・ギルモアなどのポスト・バップの重要なミュージシャンが参加して評判を得た。ヒルはヘンダーソン、ハッチャーソン、そしてハンク・モブレーのアルバムにも参加している。ボビー・ハッチャーソンのアルバム『ダイアローグ』では、5曲のうち3曲が彼の作曲によるものである。
1960年代以降、ヒルはサイドマンとして活動することはほとんどなく、自作曲を演奏することを好んだ。このため、世間への露出は限られていたかもしれない。その後、カリフォルニアで教鞭をとり、1989年から1996年までポートランド州立大学でテニュア・トラック教員の任に就いた。ポートランド州立大学在籍中は、サマー・ジャズ・インテンシヴ・プログラムを立ち上げたほか、ウェズリアン大学、ミシガン大学、トロント大学、ハーバード大学、ベニントン・カレッジなどで演奏、ワークショップ、レジデンスに参加した。
ヒルのアルバム『Dusk』は『ダウン・ビート』誌と『ジャズタイムズ』誌によって2001年のベスト・アルバムに選ばれ、2003年にはジャズパー賞を受賞した。ヒルの初期の作品は、ブルーノートで1960年代に録音したいくつかの未発表セッション、特に大編成の意欲作『Passing Ships』が遅れてリリースされたことにより、再び注目を集めるようになった。2004年にはテレビ・シリーズ『SOLOS: The Jazz Sessions』に登場した（後にDVD化されている）。2006年2月21日、ブルーノートでの新譜『Time Lines』が発売された。
2007年3月29日、ニューヨークのトリニティ教会にて、最後の公の場での演奏を行った。

## 私生活
ハモサビーチのライトハウス・カフェで働いていた時に、後に妻となるラヴァーン・ジレットと出会う。当時はレッド・カーペットのオルガニストだった。1963年に結婚し、ニューヨークへ移住した。
ラヴァーンは長い闘病生活の後、2人が定住していたカリフォルニアで1989年に死去した。1992年にポートランドでダンサー兼教育者のジョアン・ロビンソン・ヒルと再婚。1995年に再びニューヨークへ移住。2000年からは、ヒルとその妻はニュージャージー州ジャージーシティに暮らした。
アンドリュー・ヒルは晩年、肺がんを患った。そして、ニュージャージー州ジャージーシティの自宅で死去した。
2007年5月、彼はバークリー音楽大学から、死後初めて名誉博士号を授与された。

## 演奏スタイル
ヒルが主に影響を受けたピアニストはセロニアス・モンク、バド・パウエル、アート・テイタムである。「モンクは私にとってラヴェルやドビュッシーと同じで、彼の演奏には多くの個性が込められている。[…]最終的に音楽を作るのは個性だ」と彼は1963年のA・B・スペルマンとのインタビューで語っている。パウエルはさらに大きな影響を与えたが、ヒルは彼の音楽は行き詰まると考えていた。「バドと一緒にいすぎると、たとえ彼がやらなかったことをやっていても、いつも彼のように聴こえてしまうんだ」。ヒルはテイタムを「すべてのモダンなピアノ演奏」の典型と呼んだ。

## ディスコグラフィ

### リーダー・アルバム
- 『ソー・イン・ラヴ』 - So in Love (1960年、Warwick) ※トリオ
- 『ブラック・ファイア』 - Black Fire (1964年、Blue Note) ※カルテット
- 『ジャッジメント』 - Judgment! (1964年、Blue Note) ※カルテット
- 『ポイント・オブ・ディパーチャー』 - Point of Departure (1965年、Blue Note) ※セクステット
- 『スモーク・スタック』 - Smoke Stack (1966年、Blue Note) ※トリオ
- 『コンパルション』 - Compulsion!!!!! (1967年、Blue Note)
- 『アンドリュー!!!』 - Andrew!!! (1968年、Blue Note) ※クインテット
- 『グラス・ルーツ』 - Grass Roots (1968年、Blue Note)
- 『リフト・エヴリ・ヴォイス』 - Lift Every Voice (1970年、Blue Note)
- 『インヴィテーション』 - Invitation (1975年、SteepleChase) ※トリオ
- One for One (1975年、Blue Note)
- 『スパイラル』 - Spiral (1975年、Freedom)
- 『オマージュ』 - Hommage (1975年、East Wind) ※ソロ・ピアノ
- 『ライヴ・アット・モントルー』 - Live at Montreux (1975年、Freedom) ※ソロ・ピアノ
- 『ディヴァイン・レヴェレーション』 - Divine Revelation (1976年、SteepleChase)
- 『ネフェルティティ』 - Nefertiti (1976年、East Wind) ※トリオ
- 『ブルー・ブラック』 - Blue Black (1977年、East Wind) ※カルテット
- 『カリフォルニア・ピアノ』 - From California with Love (1979年、Artists House) ※ソロ・ピアノ
- 『ダンス・ウィズ・デス』 - Dance with Death (1980年、Blue Note) ※クインテット
- Strange Serenade (1980年、Soul Note) ※トリオ
- Faces of Hope (1980年、Soul Note) ※ソロ・ピアノ
- Verona Rag (1987年、Soul Note) ※ソロ・ピアノ
- Shades (1988年、Soul Note)
- Les Trinitaires (1988年、Jazzfriends) ※ソロ・ピアノ
- 『エターナル・スピリット』 - Eternal Spirit (1989年、Blue Note) ※クインテット
- 『さよならは言わない』 - But Not Farewell (1991年、Blue Note)
- Dusk (2000年、Palmetto)
- A Beautiful Day (2002年、Palmetto) ※ビッグバンド
- Passing Ships (2003年、Blue Note)
- The Day the World Stood Still (2003年、Stunt)
- Pax (2006年、Blue Note) ※クインテット
- Time Lines (2006年、Blue Note)
- Change (2007年、Blue Note) ※クインテット
- Dreams Come True (2008年、Joyous Shout!) ※with チコ・ハミルトン

### コンピレーション・アルバム
- The Complete Blue Note Andrew Hill Sessions (1963-66) (1995年、Mosaic)[14]
- Mosaic Select 16: Andrew Hill (2005年、Mosaic)
- Mosaic Select 23: Andrew Hill-Solo (2007年、Mosaic)

### 参加アルバム
ウォルト・ディッカーソン
- 『トゥ・マイ・クイーン』 - To My Queen (1963年、New Jazz)

ローランド・カーク
- 『ドミノ』 - Domino (1962年、Mercury)

ジミー・ウッズ
- 『コンフリクト』 - Conflict (1963年、Contemporary)

ハンク・モブレー
- 『ノー・ルーム・フォー・スクエアーズ』 - No Room for Squares (1964年、Blue Note)

ジョー・ヘンダーソン
- 『アワ・シング』 - Our Thing (1963年、Blue Note)

ボビー・ハッチャーソン
- 『ダイアローグ』 - Dialogue (1965年、Blue Note)

ラッセル・ババ
- Earth Prayer (1992年、Ruda Music)

レジー・ワークマン
- 『サミット・コンフェランス』 - Summit Conference (1994年、Postcards)

グレッグ・オズビー
- The Invisible Hand (2000年、Blue Note)